# Philodromus montanus
Philodromus montanus es una especie de araña cangrejo del género Philodromus, familia Philodromidae. Fue descrita científicamente por Bryant en 1933.

## Distribución
Esta especie se encuentra en los Estados Unidos.